# Украина на Всемирных военных играх
Украина принимает участие во Всемирных военных играх с самого их начала: в летних Играх с 1995 года, в зимних Играх с 2010 года.
На летних Играх военнослужащие-спортсмены Украины завоевали (с учётом результатов летних Игр 2019 года) всего 170 медалей, из них 34 золотых, в медальном зачёте занимают 10-е место; на зимних Играх (с учётом результатов зимних Игр 2017 года) ни одной медали не завоевали.

## Медальный зачёт

### Медали на летних Всемирных военных играх
| Игры                | Золото | Серебро | Бронза | Всего | Место |
| 1995 Рим            | 7      | 14      | 9      | 30    | 7     |
| 1999 Загреб         | 7      | 17      | 13     | 37    | 9     |
| 2003 Катания        | 6      | 11      | 5      | 22    | 4     |
| 2007 Хайдарабад     | 5      | 6       | 15     | 26    | 5     |
| 2011 Рио-де-Жанейро | 5      | 4       | 9      | 18    | 10    |
| 2015 Мунгён         | 5      | 9       | 12     | 26    | 10    |
| 2019 Ухань          | 5      | 13      | 15     | 33    | 10    |
| Всего               | 34     | 63      | 73     | 170   | 10    |